# 崁頭厝 (雲林縣)
崁頭厝，是台灣雲林縣古坑鄉的一個傳統地域名稱，位於該鄉中部偏南。相較於今日行政區，其範圍大致與永光村相近。

## 歷史
台灣清治末期至日治初期，崁頭厝地區為一街庄，稱為「崁頭厝庄」，隸屬於打貓東頂堡。該庄北及東北與庵古坑庄為鄰，東南與苦苓腳庄為鄰，南邊為大湖底庄，西南邊為崁腳庄，西邊為蔴園庄。
1901年（日治明治三十四年）11月，全台廢縣廳改設二十廳，該庄隸屬於斗六廳。1903年（明治三十六年）6月，該庄編入「崁頭厝區」，隸屬於斗六廳。1909年（明治四十二年）10月，合併二十廳為十二廳，崁頭厝區改隸屬於嘉義廳。1920年（大正九年），全台地方制度大改正，廢十二廳改設五州二廳，該庄改制為「崁頭厝」大字，隸屬於臺南州斗六郡古坑庄。
戰後古坑庄改制為古坑鄉，隸屬於臺南縣，大字亦改制為村。1950年10月，雲、嘉、南分治，古坑鄉改隸屬雲林縣。

## 聚落
本地區發展較早的聚落有崁頭厝、湖仔藔等，在日治期初期的官方地圖上已有記載。此外，本地區尚有大湖口、庚仔頭、光山、二坪頂、大坪頂等聚落。

## 交通
國道3號又稱「福爾摩沙高速公路」，是貫穿台灣西部的兩條縱向高速公路之一，大致以北北東—南南西走向繞大彎轉東北—西南走向經過崁頭厝地區中部偏西北地帶。境內未設交流道，北側最近的是古坑交流道，包括縣道158甲線交會處的南側匝道（僅供南入北出）及縣道149甲線交會處北側匝道（僅供南出北入），兩匝道之間另夾有古坑系統交流道，即省道台78線（東西向快速公路－台西古坑線）東側端點；南側最近的是縣道162號交會處的梅山交流道。由此等可快速前往台灣南北各地及雲林縣中、西部。
省道台3線（光昌路、光興路、永興路）俗稱「內山公路」，是臺北至屏東的幹道，大致以北北西—南南東走向轉北北東—南南西走向再轉北北西—南南東走向再轉東北—西南走向經過本地區西部邊界外不遠處。由該道路向北北西經古坑市區西郊、省道台78線古坑交流道後轉北可前往斗六、林內、竹山等地；向西南可前往梅山、竹崎、番路西部、中埔等地。
縣道154乙線（中山路、光昌路）是莿桐鄉饒平（樹子腳）至古坑鄉永光的道路，其南側端點（終點）位於本地區西部邊界外不遠處麻園聚落西北側的省道台3線路口。由此向南南東至中山路路口轉東北，出聚落後續直行可前往古坑、水碓、大崙東部、大潭東部、斗六市區、海豐崙西部、竹圍子西南部、大埔尾東部、麻園西南端、麻園與樹子腳交界地帶、樹子腳（饒平）並止於縣道154號路口。
縣道158甲線是台西鄉崙子頂至竹山鎮桶頭的道路，大致以西北西—東南東走向轉南微東—北微西走向再轉西北—東南走向再轉西微南—東微北走向經過本地區北部邊界外不遠處的古坑市區，並經過省道台3線路口及國道3號古坑交流道南側匝道（僅供南入北出）路口。由該道路向西北西可前往斗南、土庫、褒忠、東勢北部、台西等地；向東微北轉東南可前往水碓東南端、高厝林子頭東南部、桶頭並止於其中部偏北的縣道149號路口。
鄉道雲199線是古坑至大湖口的道路，其南側端點（終點）位於本地區南部大湖口聚落北郊的鄉道雲210線路口。由此向北北東蜿蜒而行，其後轉西北繞彎道轉東北微北，經鄉道雲212線路口後轉北北東再轉北北西，經國道3號高架橋下後續行以至出境，轉北可前往古坑並止於縣道158甲線路口。
鄉道雲203線（光昌路29巷）是永光（崁頭厝）至大湖口的道路，其北側端點（起點）位於崁頭厝聚落的鄉道雲212線路口。由此向西南轉西南微南，出境後可前往麻園東南端並止於大湖口溪右岸道路路口。
鄉道雲209線是大坪頂至山腳的道路，其北側端點（起點）位於本地區東部的大坪頂。由此向東南東繞大彎轉南蜿蜒而行，經多次彎道後轉南南西過大湖口溪光山橋出境，轉西南西再轉西北西可前往苦苓腳西端、大湖底並止於縣道149號路口。
鄉道雲210線（光華路、無名道路）是永光（崁頭厝）至大湖底的道路，其西北側端點（起點）位於崁頭厝聚落的鄉道雲212線路口。由此向東南直行，經經國道3號高架橋下後續行，至鄉道雲199線終點路口轉南南東再轉東南以至出境，可前往苦苓腳西端並止於鄉道雲209線路口。
鄉道雲212線（光昌路）是永光（崁頭厝）至龍眼林的道路，其西側端點（起點）位於本地區西部邊界外不遠處的縣道154乙線轉角路口。由此向崁頭厝聚落的鄉道雲212線路口。由此向南南東轉東南蜿蜒入境，經鄉道雲203線起點路口、鄉道雲210線起點路口後轉東南微北，經國道3號高架橋下、鄉道雲199線路口、劍湖山世界後繞大彎轉東北出境後，轉東南微東可前往苦苓腳並止於其東部的縣道149號路口。

## 學校
- 永光國小

## 景點
- 劍湖山世界（主題樂園）
- 劍湖